# Villa Torretta
Villa Torretta, conosciuta anche come Villa La Torretta o più semplicemente come La Torretta, e dal 2018 Grand Hotel Villa Torretta Milan Sesto, Curio Collection by Hilton  è una villa del XVI secolo di Sesto San Giovanni. Concepita dai costruttori come villa di delizia, durante i secoli ha avuto diversi proprietari appartenenti alle nobili famiglie del milanese. Venne acquistata agli inizi del Novecento dalla Breda, che la trasformò in alloggi per le famiglie degli operai. È rimasta abitata sino ai primi anni 1960; ristrutturata dal 1997 al 2002, dal 2018 è sede di un prestigioso albergo.
Del complesso fa parte l'Oratorio di Santa Margherita, sempre del XVI secolo, con affreschi attribuiti a Simone Barabino raffiguranti storie bibliche.

## Storia
Le origini della Villa Torretta sono circondate da alcune leggende, non supportate da testimonianze: si narra che fu proprietà della regina Teodolinda e che in seguito fu un avamposto fortificato annesso alla Bicocca degli Arcimboldi, alla quale, sempre secondo queste leggende, la collegherebbe un lungo cunicolo. Di certo, in quei territori sostarono le truppe di Martino della Torre che nel 1259 incontrò Ezzelino III da Romano durante il tentativo di quest'ultimo di impadronirsi della Corona ferrea di Monza. E sempre in questi territori, nel 1323, avvenne lo scontro tra le truppe del Re Roberto e le truppe di Galeazzo e Marco Visconti..
Attenendosi alla struttura del complesso e considerandone gli elementi architettonici, si ritiene che la costruzione risalga alla seconda metà del XVI secolo o comunque a ridosso del Seicento e che fosse stata eretta non con finalità militari, bensì come una villa di campagna, dallo schema costruttivo del tutto riconducibile a quello di altre ville venete o toscane dello stesso periodo. Tra il 1580 e il 1597 la villa risulta di proprietà di Leonardo Spinola, nobile genovese della famiglia Spinola, la cui presenza nella zona di Milano è documentata sin dal 1546. Nelle cronache ecclesiastiche si legge di una visita di Carlo Borromeo presso l'Oratorio di Santa Margherita nel 1582. Una più precisa datazione della costruzione della villa si ottiene da due lapidi installate all'interno del complesso e rinvenute soltanto nel 1925 dopo un devastante incendio; sono datate 1607 e collocano la costruzione della villa tra la fine del XVI e l'inizio del XVII secolo. In entrambe le lapidi appare il nome della contessa Delia Spinola-Anguissola che aveva ereditato dal padre la proprietà del complesso. Fu Delia che commissionò la costruzione, o meglio, la trasformazione della tenuta in una villa di campagna, una delle non rare ville di delizia presenti nella zona e rapidamente raggiungibili da Milano.
Vicino alla casa padronale, si costituì subito una piccola comunità autonoma, composta per la maggior parte da contadini e da piccoli artigiani. Da un'altra lapide posta all'interno della piccola chiesa si evince che già nel 1619 la villa rientrava nelle proprietà della famiglia Marino. L'edificio è stato oggetto di molti interventi nel corso degli secoli, ed è stato di proprietà di diverse famiglie milanesi e sestesi: i Visconti, i Serbelloni, gli Stanga e i De Ponti, già proprietari di Villa Visconti d'Aragona. Le famiglie nobili hanno attirato alla Torretta diversi personaggi illustri: uno su tutti, Alessandro Manzoni che dalla vicina Brusuglio si recava in villeggiatura alla Toretta, ospite dei Serbelloni-Busca.
Nel 1903 la proprietà della villa passa alla Breda, che la utilizza come alloggio per i propri dipendenti, adattandone i locali per sfruttare meglio gli spazi e accogliere più famiglie. I terreni circostanti, anch'essi passati alla Breda, ospiteranno invece i grandi stabilimenti dell'azienda fondata da Ernesto Breda. Sebbene i nuovi inquilini operai, avessero in qualche modo mantenuto lo spirito delle prime comunità autonome formatesi accanto all'antica villa padronale, è proprio in questi anni che comincia il lungo periodo di decadenza dell'intero complesso, ormai trasformato per adattarsi alle nuove esigenze urbanistiche e abitative, scandite dal ritmo delle prime grandi produzioni industriali: l'antica e nobile Villa Torretta in questi anni viene chiamata Cascina Torretta. I due incendi del 1925 e del 1933 degradano ancora di più il complesso e i residenti cominciano a spostarsi nei condomini della Sesto nuova che andava costruendosi poco lontano. Gli ultimi ad andarsene lo fanno all'inizio degli anni 1960. Dal 1961, nonostante il vincolo della Soprintendenza, ha inizio un lungo periodo di totale abbandono che dura vent'anni; alla fine degli anni 1980 tutto il complesso viene acquistato dal Consorzio Parco Nord Milano e vengono effettuati degli interventi per salvare e mettere in sicurezza quanto rimaneva del patrimonio artistico della villa.
Dal 1997 al 2002 è stato eseguito un dettagliato restauro della villa e dell'adiacente Oratorio di Santa Margherita.

## Caratteristiche
Il complesso, di notevoli dimensioni, si trova nel territorio del comune di Sesto San Giovanni al confine con il quartiere milanese di Bicocca e presenta uno sviluppo planimetrico di circa 5.000 m². È parzialmente nascosto dall'edilizia residenziale recente e si trova tra due trafficate arterie cittadine, ma il giardino della villa è diventato parte integrante del Parco Nord, anche grazie alla passerella ciclo-pedonale che scavalca il viale Fulvio Testi.

### Villa
La villa si articola in due corti, una nobile e una rustica, entrambe aperte sul giardino antistante. Le due corti definiscono uno schema a forma di "E" (o doppia "U") con due ali di pari lunghezza e una invece più corta. Il corpo principale della villa è sormontato da una torretta quadrata di origine rinascimentale, da cui prende il nome l'intero complesso. Le murature sono in mattoni pieni, mentre le strutture orizzontali sono per lo più in legno. I soffitti a cassettoni sono ancora quelli originali. Un elemento di pregio è il portale barocco, che si affaccia sull'oratorio dedicato a santa Margherita. Nonostante l'attento restauro la villa ha irrimediabilmente perduto alcuni elementi originali, come colonne ed archi.

### Oratorio di Santa Margherita
L'Oratorio di Santa Margherita sorge in un piccolo cortile che ospita anche il portale dell'adiacente Villa Torretta. La facciata della chiesa è barocca, dall'ornamentazione sobria che non turba le linee vagamente rinascimentali. Appena sotto al timpano in cotto è presente lo stemma gentilizio della famiglia Spinola-Anguissola. Le vetrate originali, che raffiguravano Santa Margherita, da qui il nome dell'oratorio, San Domenico e San Francesco, sono andate perdute; restano gli affreschi interni, restaurati alla fine degli anni novanta dopo anni di abbandono. La chiesa venne sconsacrata nel 1925 e trasformata in un fienile. Durante il periodo Breda la chiesa era adibita a dormitorio femminile per le dipendenti.
Gli affreschi sulle pareti rappresentano storie bibliche (Giuditta che taglia la testa a Oloferne e Il passaggio del Mar Rosso), la volta è affrescata con un Eterno in gloria e sulle pareti della cappella sono invece rappresentate alcune storie della Vergine (Annunciazione e Riposo nella Fuga in Egitto), mentre sul soffitto a volta della cappella sono rappresentate una Gloria angelica e degli Angeli musicanti. La Natività sulla pala dell'altare, di cui si trova traccia nelle note relative alle visite pastorali, è andata irrimediabilmente perduta. La paternità degli affreschi è stata a lungo dibattuta: scartata l'ipotesi che potesse trattarsi dell'opera di Sofonisba Anguissola, cugina della proprietaria originaria, per molti anni si è pensato che l'autore potesse essere Camillo Procaccini oppure anche il Morazzone. Le ultime ricerche attribuiscono la paternità degli affreschi a Simone Barabino, a quell'epoca attivo a Milano nella fiorente bottega del Procaccini.